# Bogudać
Bogudać – polskie imię żeńskie, złożone z członów Bog- ("Bóg", "Boga", ale pierwotnie "los, dola, szczęście") i -dać ("dać"). Prawdopodobnie oznaczało "niech los da", por. bodaj – "niechby, oby".
Męskie odpowiedniki: Bogdał, Bogdaj, Bogodał.
Prawdopodobnie identyczne znaczenie ma imię żeńskie i męskie Bogdała.